# هیچم و چیزی کم
هیچیم و چیزی کم عنوان شعری از مهدی اخوان ثالث می‌باشد. اخوان ثالث این شعر را در فروردین ماه سال ۱۳۶۹ سروده‌ است.

## پس‌زمینه سراییدن شعر
به گفتهٔ فرج سرکوهی که رابطه دوستانه نزدیکی با مهدی اخوان ثالث داشته است علی خامنه‌ای پس از انقلاب با اخوان تماس تلفنی می‌گیرد و می‌گوید: «بیایید توی میدان و با شعر، با زبان، از انقلاب حمایت کنید». اخوان هم پاسخ می‌دهد: «ما همیشه بر سلطه بوده‌ایم نه با سلطه».

## متن شعر
هیچیم و چیزی کم
ما نیستیم از اهل این عالم که می‌بینید
وز اهل عالم‌های دیگر هم
یعنی چه؟ پس اهل کجا هستیم؟
از عالم هیچیم و چیزی کم
غم نیز چون شادی برای خود خدایی، عالمی دارد
نور سیاه مبهمی دارد
پس زنده باشد مثل شادی، غم
ما دوستدار سایه‌های تیره هم هستیم
و مثل عاشق، مثل پروانه
اهل نماز شعله و شبنم
اما
هیچیم و چیزی کم.
□
رفتم فراز بام خانه، سخت لازم بود
شب بود و مظلم بود و ظالم بود
آنجا چراغ افروختم، اطراف روشن شد
و پشه ها و سوسک‌ها بسیار
دیدم که اینک روشنایم خورده خواهد شد
کشتم اسیر بی‌مروت زرده خواهد شد
باغ شبم افسرده خونِ مرده خواهد شد
خاموش کردم روشنایم را
و پشه ها و سوسکها رفتند
غم رفت، شادی رفت
و هول و حسرت ترک من گفتند
و اختران خفتند
آنگاه دیدم آن طرف‌تر از سکنج بام
یک دختر زیباتر از رویای شبنم‌ها
تنها
انگار روح آبی و آب است
انگار هم بیدار و هم خواب است
انگار غم در کسوت شادی ست
انگار تصویر خدا در بهترین قاب است
انگارها بگذار
بیمار !
او آن «نمی‌دانی و می‌دانی» ست
او لحظه فرّار جادویی
او جاودانه، جاودانتاب است
محض خلوص و مطلق ناب است
□
از بام پایین آمدیم، آرام
همراه با مشتی غم و شادی
و با گروهی زخمها و عدّه‌ای مرهم
گفتیم بنشینیم
نزدیک سالی مهلتش یک دم
مثل ظهور اولین پرتو
مثل غروب آخرین عیسای بن مریم
مثل نگاه غمگنانه‌ی ما
مثل بچه آدم
آنگاه نشستیم و بخوبی خوب فهمیدیم
باز آن چراغ روز و شب خامش تر از تاریک
هیچیم و چیزی کم.